# 戈正銘
戈正銘，（英語：Zheng-Ming Ge），中國政協委員戈定遠二子，中國第一歷史檔案館研究館員戈斌之兄。1952年畢業於上海市交通大學電機系，曾任教於上海交通大學二十八年、於東京跳機投奔台灣，後於新竹市國立交通大學任教二十六年。致力於動力學、非線性動力學、奈米及生科系統動態與控制之研究。

## 領域
- 動力學
- 非線性動力學
- 奈米系統

## 學歷
- 上海市 交通大學電機工程學系 學士 (1949-1952)

## 經歷
- 新竹市 國立交通大學 機械工程學系 教授 (1985-2014)
- 新竹市 國立交通大學 機械工程學系 特約專家 (1984-1985)
- 上海市 上海交通大學 工程力學系 副教授(1978-1983)
- 上海市 上海交通大學 工程力學系 講師(1960-1978)
- 上海市 上海交通大學 理論力學教學研究室 助教(1959-1960)
- 上海市 交通大學上海部分 理論力學教學研究室 助教(1957-1959)
- 上海市 交通大學 理論力學教學研究室 助教(1955-1957)

## 榮譽
- 國立交通大學傑出校友 (2010)
- 孫方鐸教授力學獎章 (2008)
- 世界卓越教育家 (2007)
- 英國劍橋國際傳記中心國際科學家獎 (2002)
- 國科會傑出研究獎
- 中國工程師學會傑出工程教授獎 (1999)
- 中山學術著作獎 (1999)

## 外部連結
- 交大創校114週年校慶將表揚四名傑出校友
- 國立交通大學機械工程學系教授-戈正銘